# C. R. Scott/Werke

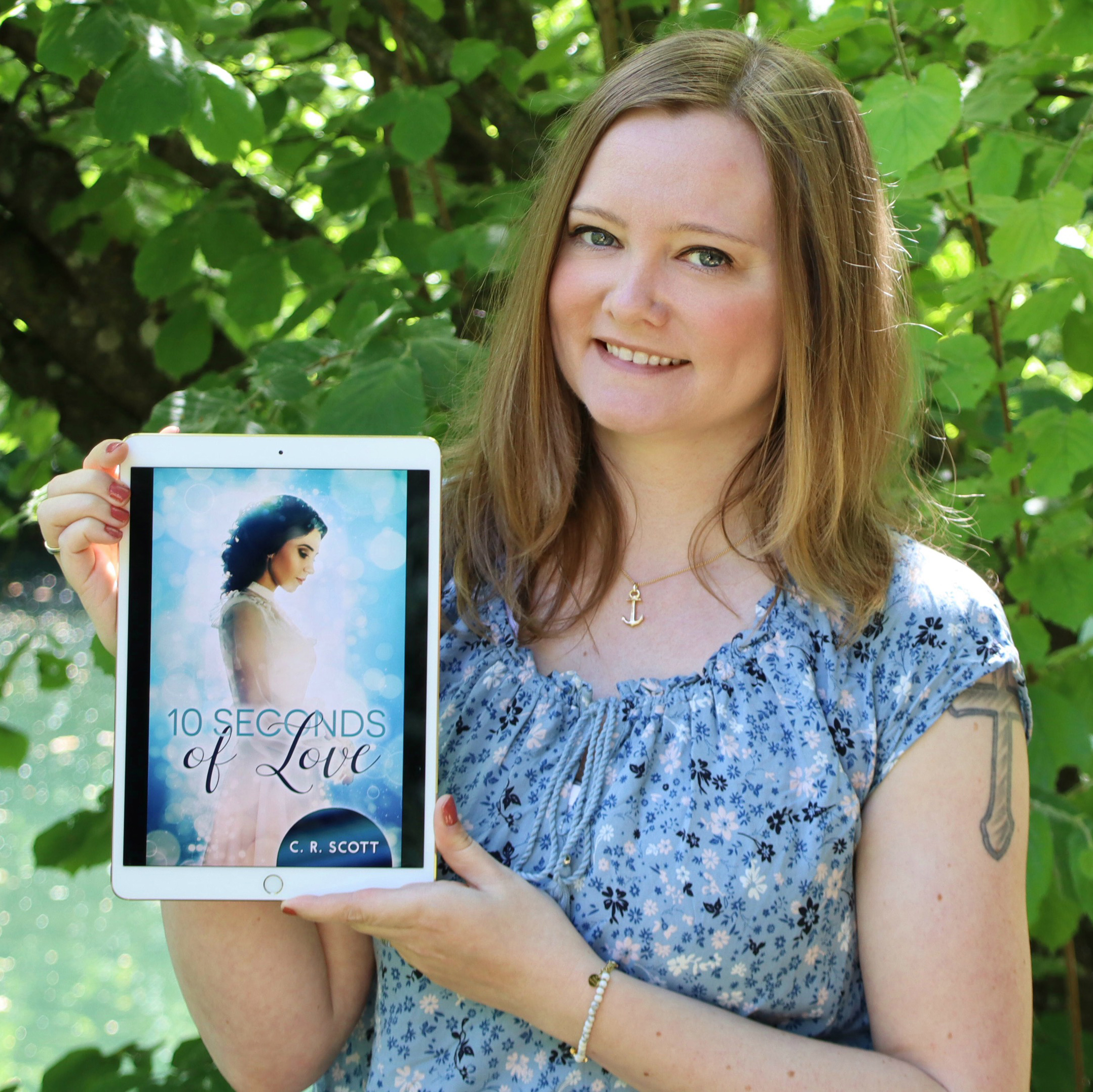
C. R. Scott im Juni 2019 mit ihrem E-Book „10 Seconds of Love“

Diese Bibliografie ist eine Übersicht über die schriftstellerischen und redaktionellen Werke der deutschen Autorin C. R. Scott. Die Übersicht ist in die verschiedenen Namen und Pseudonyme untergliedert, unter denen die Autorin bereits veröffentlicht hat: 2006 bis 2013 schrieb sie als André Linke für die deutsche Manga-Szene. 2014 bis 2016 publizierte sie als An Lin japanbezogene Romane und Aufsätze. 2016 bis 2017 verfasste sie unter ihrem bürgerlichen Namen Carina Regauer Artikel für das Geschichtsmagazin Women’s History des Verlags Bast Medien GmbH. Seit 2017 bringt sie als C. R. Scott erfolgreich zeitgenössische und fantastische Liebesromane heraus, die sowohl im Selfpublishing als auch bei Verlagen erscheinen.

## C. R. Scott (seit 2017)

### Einzeltitel
- Play My Game – Spiel für alle Sinne. 2017, ISBN 978-1-973201-21-2
- Job gesucht, Liebe gefunden. 2018, ISBN 978-1-980363-90-3 (unter Mitwirkung von Emily West; auch als Hörbuch mit der Stimme von Fanny Bechert)
- Sweet Suffering – Neu entfachte Leidenschaft. 2018, ISBN 978-1-71798-489-0
- Mein Herz? Eine Festung. 2018, ISBN 978-1-72402-623-1
- Verlangen ohne Limit. 2018, ISBN 978-1-73122-303-6 (auch als Hörbuch mit den Stimmen von Thomas Gutwein und Giovanna Meyrat)
- Trusting Mr. Stark. 2018, ISBN 978-1-73156-010-0 (auch als Hörbuch mit den Stimmen von Pia-Rhona Saxe und Kevin Kasper)
- Bitter Pleasure – Neu gewecktes Verlangen. 2019, ISBN 978-1-79335-100-5
- Love the Fiancé – Ein Verlobter zum Verlieben. 2019, ISBN 978-1-79525-474-8 (auch als Hörbuch mit den Stimmen von Laura Wilmeroth und Uwe Thoma)
- Ihr Herz stand still. 2019, ISBN 978-1-79581-838-4 (unter Mitwirkung von Christian Linke) (auch als Hörbuch mit den Stimmen von Simone Scheuer und Kevin Kasper)
- Broke and Rich. 2019, ISBN 978-1-79801-875-0
- Reveal his Secret. 2019, ISBN 978-1-09-176174-2
- Mit all meinen Sinnen. 2019, ISBN 978-1-09-616797-6
- Wicked Deal – Traust du dich? 2019, ISBN 978-1-07-149325-0 (auch als Hörbuch mit den Stimmen von Lisa Müller und Alex Bolte; wurde auch ins Spanische, Englische & Italienische übersetzt)
- 10 Seconds of Love. 2019, ISBN 978-1-07-720295-5 (auch als Hörbuch mit den Stimmen von Michaela Gaertner und Fabian Kluckert)
- Süß wie Zitronen. 2019, ISBN 978-1-68868-335-8 (auch als Hörbuch mit den Stimmen von Fanny Bechert und Philipp Engelhardt)
- Unerfüllte Sehnsucht. 2019, ISBN 978-1-69855-731-1 (auch als Hörbuch mit den Stimmen von Julia Gruber und Jan Langer)
- Broken Romance. 2019, ISBN 978-1-70913-967-3 (unter Mitwirkung von Nancy Salchow; auch als Hörbuch mit den Stimmen von Lisa Müller und Kevin Kasper)
- Stranger’s Offer. 2020, ISBN 979-8-6319-2738-4
- Rosen und Kristalle. 2020, ISBN 979-8-6539-8313-9
- Crashed Hearts. 2020, ISBN 978-3-96357-104-6 (auch als Hörbuch mit den Stimmen von Lisa Müller und Philipp Engelhardt; wurde auch ins Italienische & Spanische übersetzt)
- Be mine for 8 days. 2020, ISBN 978-3-96357-105-3 (auch als Hörbuch mit den Stimmen von Pia-Rhona Saxe und Fabian Kluckert; wurde auch ins Spanische, Französische, Portugiesische & Englische übersetzt)
- Rise of a Fairy King – Feenlicht. 2021, ISBN 978-3-551-30404-9
- Perfect Mess. 2021, ISBN 979-8-7440-2558-8 (auch als Hörbuch mit den Stimmen von Lisa Müller und Gerrit Kock; wurde auch ins Italienische übersetzt)
- Load of Love. 2021, ISBN 979-8-5188-7054-3 (auch als Hörbuch mit den Stimmen von Lisa Müller und Christopher Mayer)
- Breaking your Line. 2021, ISBN 979-8-5386-3701-0
- Love me for 10 days. 2021, ISBN 979-8-4532-8498-6 (auch als Hörbuch mit den Stimmen von Lisa Müller und Jan Langer; wurde auch ins Italienische & Spanische übersetzt)
- Craving the Forbidden. 2021, ISBN 979-8-35322-625-3 (auch als Hörbuch mit den Stimmen von Franziska Buchwald und Christopher Mayer; wurde auch ins Spanische & Italienische übersetzt)
- Jack Frost – Geküsst von Eis und Schnee. 2021, ISBN 978-3-551-30449-0
- Vicious Play. 2021, ISBN 979-8-35322-416-7 (auch als Hörbuch mit den Stimmen von Lisa Müller und Valentin Schütze)
- Hot Trouble. 2022, ISBN 979-8-35322-278-1 (auch als Hörbuch mit den Stimmen von Lisa Müller und Martin Kuupa; wurde auch ins Italienische übersetzt)
- Office Secrets. 2022, ISBN 979-8-35252-086-4 (auch als Hörbuch mit den Stimmen von Andrea Contar und Viktor Berger)
- 7 Seconds of Perfection. 2022, ISBN 979-8-35251-883-0 (auch als Hörbuch mit den Stimmen von Lisa Müller und Jimmy Kellzer)
- Aller guten Dinge. 2022 (auch als Hörbuch mit den Stimmen von Samy Andersen und Melanie Graf)
- Fatal Surprise. 2022, ISBN 979-8-35235-668-5 (auch als Hörbuch mit den Stimmen von Lena Tiemann und Sebastian Fischer)
- Rejecting the Boss. 2023 (auch als Hörbuch mit den Stimmen von Emilia Bechtel und Niklas Frielingsdorf)
- Heart Taker. 2023 (auch als Hörbuch mit den Stimmen von Emilia Bechtel und Dennis Kamm)
- Unexpected Present. 2023
- Heartbeat out of Control. 2024 (auch als Hörbuch mit den Stimmen von Liz Großmann und Michael Sockerstädt)
- Restless, Sleepless. 2024 (auch als Hörbuch mit den Stimmen von Tanja Rasch und Thomas Beyer)
- Cowboy in a Suit. 2025

### ReiheBreaking Bones and Hearts
- Breaking Bones and Hearts: Liam. 2017, ISBN 978-1-973572-11-4
- Breaking Bones and Hearts: Hayden. 2018, ISBN 978-1-982995-92-8

### ReiheUnd Jetzt
- Und Jetzt Wird Ihr Herz Einen Schlag Aussetzen. 2018, ISBN 978-1-980224-43-3
- Jeden Tag Will Ich Sie Küssen Und Berühren. 2018, ISBN 978-1-980871-00-2 (auch als Hörbuch mit den Stimmen von Lisa Müller und Inko Hartwiger sowie Musik von Christian Linke)[6]
- Offenbar Ist Pure Lust Nicht Alles Im Leben. 2018, ISBN 978-1-72000-968-9

### ReiheThe Misters
- Mister Canting. 2020, ISBN 979-8-6656-6820-8 (auch als Hörbuch mit den Stimmen von Lisa Müller und Alex Bolte; wurde auch ins Italienische und Spanische übersetzt)
- Mister Arcane. 2020, ISBN 979-8-6774-5018-1 (auch als Hörbuch mit den Stimmen von Lisa Müller und Kevin Kasper; wurde auch ins Italienische und Spanische übersetzt)
- Mister Seductive. 2020, ISBN 978-3-96357-106-0 (auch als Hörbuch mit den Stimmen von Pia-Rhona Saxe und Max Hoffmann; wurde auch ins Italienische und Spanische übersetzt)
- Mister Enigmatic. 2021, ISBN 979-8-7246-5276-6 (auch als Hörbuch mit den Stimmen von Lisa Müller und Kevin Kasper)
- Mister False. 2021, ISBN 979-8-35322-549-2 (auch als Hörbuch mit den Stimmen von Lisa Müller und Martin Kuupa)
- Mister Deceptive. 2022, ISBN 979-8-35236-413-0 (auch als Hörbuch mit den Stimmen von Lisa Müller und Alexander Küsters)
- Mister Tempting. 2022, ISBN 979-8-35235-917-4 (auch als Hörbuch mit den Stimmen von Lisa Müller und Christopher Mayer)
- Mister Treacherous. 2023, ISBN 979-8-37430-422-0
- Mister Wonder. 2025 (auch als Hörbuch mit den Stimmen von Guilia Labelle und Kevin Kasper)

### ReiheTwisted
- Twisted Choice. 2022, ISBN 979-8-35322-137-1 (auch als Hörbuch mit den Stimmen von Franziska Buchwald, Gerrit Kock und Viktor Berger)
- Twisted Decision. 2022, ISBN 979-8-36036-221-0 (auch als Hörbuch mit den Stimmen von Franziska Buchwald und Till Beck)
- Twisted Option. 2022, ISBN 979-8-36132-589-4 (auch als Hörbuch mit den Stimmen von Franziska Buchwald und Till Beck)

### ReiheIreland Love
- Irish Wild Moments. 2024 (auch als Hörbuch mit den Stimmen von Marco Meyer und Jasmin Friede)
- Irish Fierce Kisses. 2024 (auch als Hörbuch mit den Stimmen von Giulia Labelle und John Wolf)
- Irish Blunt Passion. 2025
- Irish Savage Dreams. 2025

### Co-ReiheWaking up
(Gemeinsame Reihe mit Kady Rindell, Lainey Ryan, Cara Heart und Maya Jones)
- Waking up in Mr. Perfect’s Bed. 2020, ISBN 978-1-65716-790-2 (auch als Hörbuch mit den Stimmen von Michaela Gaertner und Fabian Kluckert; wurde auch ins Spanische, Kastilische, Italienische & Französische übersetzt)
- Waking up in Mr. Right’s House. 2021, ISBN 979-8-7083-2929-5 (auch als Hörbuch mit den Stimmen von Lisa Müller und Marc Bluhm; wurde auch ins Italienische & Spanische übersetzt)
- Waking up in Mr. Wrong’s Bedroom. 2022 (auch als Hörbuch mit den Stimmen von Sabrina Scherer und Max Hoffmann; wurde auch ins Italienische & Spanische übersetzt)

### Co-ReiheForbidden Feelings
(Gemeinsame Reihe mit Kady Rindell und Alice Rankin)
- Enemies and Lovers. 2020, ISBN 979-8-6445-7298-4 (auch als Hörbuch mit den Stimmen von Pia-Rhona Saxe und Martin Kuupa; wurde auch ins Italienische & Spanische übersetzt)
- Opponents and Lovers. 2021, ISBN 979-8-47994-951-7 (auch als Hörbuch mit den Stimmen von Lisa Müller und Max Hoffmann)
- Adversaries and Lovers. 2022, ISBN 979-8-37071-789-5
- Rivals and Lovers. 2022 (auch als Hörbuch mit den Stimmen von Giovanna Meyrat und Elliot Green)
- Pals and Lovers. 2022 (auch als Hörbuch mit den Stimmen von Nina Marness und Cedric Ziller)
- Foes and Lovers. 2022
- Objectors and Lovers. 2022 (auch als Hörbuch mit den Stimmen von Belinda Zettelmeier-Jürga und Markus Sellmann; wurde auch ins Italienische übersetzt)

### Co-ReiheInselliebe und Küstenträume
(Gemeinsame Reihe mit Alice Rankin)
- Loving Mr. Cold. 2020, ISBN 978-3-96357-205-0 (auch als Hörbuch mit der Stimme von Fanny Bechert; wurde auch ins Spanische übersetzt)
- Loving Mr. Rough. 2024 (auch als Hörbuch mit den Stimmen von Miriam Schöne, Andrea Uhlig und Sebastian Schimmel)
- Loving Mr. Distant. 2024 (auch als Hörbuch mit den Stimmen von Jeanne Jaeger und Martin Kuupa)

### Co-ReiheWrong
(Gemeinsame Reihe mit Kady Rindell)
- Wrong Car, Baby!. 2022, ISBN 979-8-84883-996-8 (auch als Hörbuch mit den Stimmen von Leonie Seydler und Jochen Schaible)
- Wrong Office, Baby!. 2022, ISBN 979-8-35235-531-2 (auch als Hörbuch mit den Stimmen von Leonie Seydler und Jochen Schaible)
- Wrong Room, Baby!. 2022, ISBN 979-8-35742-446-4 (auch als Hörbuch mit den Stimmen von Leonie Seydler und Jochen Schaible)
- Wrong Number, Baby!. 2024 (auch als Hörbuch mit den Stimmen von Fanni Reinhardt und Cedric Ziller)
- Wrong Cottage, Baby!. 2024 (auch als Hörbuch mit den Stimmen von Lisa Müller und Kevin Kasper)
- Wrong Enemy, Baby!. 2025
- Wrong Mister, Baby!. 2025

### Co-ReiheAtlantic City Babies
(Gemeinsame Reihe mit Lana Stone, Jacy Crown, Ava Steel und Rebecca Baker)
- Risk it, Honey!. 2022, ISBN 979-8-36371-976-9

### Co-ReiheBoston Billionaire Baby
(Gemeinsame Reihe mit Christine Troy, Lana Stone, Rebecca Baker, Ava Avery und Christina Young)
- Ungeahnte Folgen mit Mr. Icecold. 2023, ISBN 979-837537-927-2 (auch als Hörbuch mit den Stimmen von Emilia Bechtel und [Paul Jumin Hoffmann])

### Co-ReihePhiladelphia Pucks
(Gemeinsame Reihe mit Aurelia Velten, Sara Herz, Allie Kinsley, Katrin Emilia Buck, Alisha MsShaw, Skye Leech, Nora Adams, Emily Key und Melanie Thorn)
- Philadelphia Pucks: Damian & Riley. 2023, ISBN 979-8-38559-422-1 (auch als Hörbuch mit den Stimmen von Ramon Klein und Madeline Adler)
- Philadelphia Pucks: Finley & Julia. 2023, ISBN 979-8-86165-770-9 (auch als Hörbuch mit den Stimmen von Lola Roth und Noah Bluum)
- Philadelphia Pucks: Patrick & Cassy. 2024, ISBN 979-8-32326-833-7

### Co-ReiheLiebe auf Schwedisch
(Gemeinsame Reihe mit Emma Wagner, Mela Wagner, Emily Erguson, Julia Stirling, Saskia Louis, Ellen McCoy, Jane Hell, Finny Ludwig und Belinda Benna)
- Glück beim Sommertanz. 2023, ISBN 979-8-85052-538-5 (auch als Hörbuch mit den Stimmen von Marie-Celine Pfetzing und Dennis Kamm)

### Co-ReiheThe CEO
(Gemeinsame Reihe mit Jo Berger und Anja Langrock)
- The CEO Game. Prickeln in England. 2023, ISBN 979-8-85333-718-3

### Co-ReiheBoss Love in Chicago
(Gemeinsame Reihe mit Katrin E. Buck, Aurelia Velten und Saskia Louis)
- Candy at Midnight – Auf dem Maskenball mit Mr. Wrong. 2023, ISBN 979-8-86216-861-7 (auch als Hörbuch mit den Stimmen von Sandra Busch und Kurt Feller)

### Co-ReiheBritish Christmas Love
(Gemeinsame Reihe mit Marit Bernson)
- Irish Winter Dreams – Santa Claus küsst man nicht. 2023, ISBN 979-8-86780-409-1 (auch als Hörbuch mit den Stimmen von Aurélie Goldbach und Valentin Schütze)
- No Gentleman for the Holidays – Wintermagie in Cornwall. 2024 (auch als Hörbuch mit den Stimmen von Mila Sanders und John Wolf)

### Co-ReiheSmart CEO
(Gemeinsame Reihe mit Jo Berger, Anja Langrock, Kady Rindell und Alice Rankin)
- British Boss Gamble. Träume in Manchester. 2024, ISBN 979-8-87068-156-6 (auch als Hörbuch mit den Stimmen von Marco Meyer und Sandra Vogt)
- British Boss Dare. Wünsche in Bristol. 2024, mit Kady Rindell

### Co-ReiheMiami Flames
(Gemeinsame Reihe mit Emma Wagner, Anna Rush, Hazel Wells, Ava Avery, Mia B. Meyers, Josie Charles und Christine Troy)
- Dribble my Heart. 2024, ISBN 979-8-87956-439-6 (auch als Hörbuch mit den Stimmen von Franziska Buchwald und Max Rauch)

### Co-ReiheLiverpool Lizards
(Gemeinsame Reihe mit Josie Charles, Anja Langrock und Hailey J. Romance)
- Mitbewohner gesucht, Liebe gefunden. 2024, ISBN 979-8-32574-598-0 (auch als Hörbuch mit den Stimmen von Fanny Bechert, Ramon Klein und Christopher Mayer)
- Ein Draufgänger zum Verlieben. 2025, ISBN 979-8-31466-851-1 (auch als Hörbuch mit den Stimmen von Irene Weber und Ramon Klein)

### Co-ReiheMillionaires of Manhattan
(Gemeinsame Reihe mit Ava Avery, Anna Rush und Christine Troy)
- Thrilling Mister Perfect. 2024, ISBN 979-8-33390-488-1 (auch als Hörbuch mit den Stimmen von Franziska Grün und Johannes Quester)

### Co-ReiheMaze Love
(Gemeinsame Reihe mit Anna Rush, Mia B. Meyers und Kim S. Caplan)
- The Fake Contract. 2024, ISBN 979-8-33857-942-8 (auch als Hörbuch mit den Stimmen von Mia Rothfuchs und David Lütgenhorst)

### Co-ReiheWinterliebe in der Kleinstadt
(Gemeinsame Reihe mit Marit Bernson, Karin Koenicke und Nancy Salchow)
- Winter Secrets in Waydine Hill. 2024, ISBN 979-8-30199-455-5
- Winter Hope in Waydine Hill. 2025

### Co-ReiheMillionaires & Secrets
(Gemeinsame Reihe mit Christine Troy und Kady Rindell)
- Midnight Rules. 2025, ISBN 979-8-31718-191-8
- Tricky Bet. 2025, ISBN 979-8-28694-926-7
- Mister Fatal. 2025, ISBN 979-8-29627-211-9

### Co-ReiheCharming Chicago
(Gemeinsame Reihe mit Josie Charles)
- Forced Break for Love. 2025, ISBN 979-8-29192-321-4
- Contract of Hearts. 2025, ISBN 979-8-29192-618-5

### Co-Romane
- mit Vinya Moore: Waiting for you – Vom Glück getroffen. 2017, ISBN 978-3-7450-7616-5
- mit Freya Miles: The V.I.P. Room. 2019, ISBN 978-1-69566-055-7
- mit Emily West: Liebe eiskalt. 2020, ISBN 979-8-6011-5297-6 (auch als Hörbuch mit den Stimmen von Anne Sofie Schietzold und Christian Leonhardt)
- mit Emily West: Saving Mr. Right. 2020, ISBN 979-8-6149-4604-3
- mit Emily West: Brilliant Deal. 2021, ISBN 979-8-7452-8810-4 (auch als Hörbuch mit den Stimmen von Melanie Graf und Samy Andersen)
- mit Emily West: Bodyguards: Angel’s Story. 2021, ISBN 978-3-946210-54-2 (für die Co-Reihe Paradise, Texas mit Aurelia Velten, Josie Charles, Skye Leech, Emma Smith, Nora Adams, Louisa Beele und Emily Key)
- mit Emily West: Charming Enemy. 2021 (auch als Hörbuch mit den Stimmen von Lisa Müller und Martin Kuupa)
- mit Emily West: Made of Steel. 2021 (auch als Hörbuch mit den Stimmen von Lisa Müller und Jimmy Kellzer)
- mit Emily West: Heart of Ice. 2022 (auch als Hörbuch mit den Stimmen von Lisa Müller und Marc Winterkorn)
- mit Kady Rindell: My nasty Weakness. 2024 (auch als Hörbuch mit den Stimmen von Carolin Rücker und Markus Sellmann)

## Carina Regauer (2016–2017)

### Artikel
- Jeanne d’Arc – Die Lady Gaga ihrer Zeit. In: Women’s History 1, 2016, Bast Medien, ISSN 2510-1846, S. 18–21.
- Kleopatras Sünden – Eine Königin verdreht großen Männern den Kopf. In: Women’s History 2, 2017, Bast Medien, ISSN 2510-1846, S. 64–67.
- Die Banditenkönigin – Belle Starr und der Wilde Westen. In: Women’s History 4, Bast Medien, 2017, ISSN 2510-1846, S. 20–23.
- Mit Liebe gemacht – Voll im Trend: Zurück zur Handarbeit. In: Women’s History 4, Bast Medien, 2017, ISSN 2510-1846, S. 62–64.
- Ein gallisches Dorf namens Köln – Frauenzünfte im Spätmittelalter, kein Ding der Unmöglichkeit. In: Women’s History 5, Bast Medien, 2017, ISSN 2510-1846, S. 16–23.
- Denn sie hatten nichts zu verlieren – Frauen in der Russischen Revolution. In: Women’s History 5, Bast Medien, 2017, ISSN 2510-1846, S. 40–47.
- Russische Revolution 2.0? – Pussy Riot kämpft für die Rechte der Frauen, unter anderem. In: Women’s History 5, Bast Medien, 2017, ISSN 2510-1846, S. 56 f.

## An Lin (2014–2016)

### Romane
- Liebe und Zorn – Im Bann der Shinto-Götter, 2015, ISBN 978-1-5148-6941-3
- Liebe und Neid – Im Visier der Shinto-Götter, 2015, ISBN 978-1-5187-1997-4
- Unwissend verliebt (Reisbällchen), 2015, ISBN 978-1-5187-1997-4
- Geliebter Samurai, 2016, ISBN 978-1-5329-0418-9
- Das Feuer einer anderen Welt, 2016, ISBN 978-1-5370-8194-6

### Aufsätze
- „Alles ist ‚echt‘“ – Das Phänomen der Inszenierung in „Schonungslos Japanisch“ von Mona I. Thraen, 2014, ISBN 978-3-656-60584-3
- Öffentliches und privates Leben in Japan, 2014, ISBN 978-3-656-75959-1
- Der Einfluss des Westens auf die geschichtliche Entwicklung der japanischen Schriftkultur, 2015, ISBN 978-3-656-89487-2
- Ritter und Samurai – Konstruktion von Geschichtsbildern nach europäischem Vorbild, 2015, ISBN 978-3-656-90788-6

## André Linke (2006–2013)

### Romane
- mit Jinxin Li und Lorenz Hideyoshi Ruwwe, 5 Bände, Machtwortverlag: Crystal Yorkshire. 2006–2012
- mit Léontine Mandela und Rocktuete, Experienze: alias Cynthia. 2010
- mit Verena Achenbach, Experienze: In deiner Gegenwart. 2010

### Comics
- mit Diana Lazaru, Machtwortverlag: Geschwister at Work. 2009
- mit Maxim Simonenko, in Baito Oh!, Deutsch-Japanische Gesellschaft Berlin: Freaky Fudo. 2010
- Chasing Hearts, 2 Kapitel, mit Verena Achenbach, in Daisuki, Carlsen, 2011
- mit Simone Xie, in Daisuki, Carlsen: Turn Around. 2012
- mit Phillipp Petzold, in A Story To Tell: Verguckt. 2013

### Kurzprosa
- mit Christina Bäumerich, 8 Episoden, in Kids Zone, Computec Media: Hyper League. 2009
- Nan demo nai yo. In: FUNime, Anime no Tomodachi, 2009
- mit Maxim Simonenko, 16 Episoden, in Kids Zone, Computec Media: Deep Under. 2009–2010
- Finding you. In: Daisuki, Carlsen, 2010

### Aufsätze
- Wie es wohl weitergeht? – Serialität einer Fortsetzungsgeschichte am Beispiel der Anime-Zeitschrift „Kids Zone“. 2013
- „Besuchen Sie uns am Stand!“ – Ritualgrad einer Verlagspräsentation auf der Leipziger Buchmesse mit Fokus auf Carlsen Manga. 2013

### Redaktionelles
- Manga-Mixx, redaktionelle Betreuung und Übersetzung ausländischer Beiträge, Animexx, 2008–2012
- mit David Füleki und anderen deutschen Mangaka, 14 Episoden, in: Kids Zone. Computec Media: Mini-Mangas. 2010–2011